# 26829 Sakaihoikuen
26829 Sakaihoikuen (1989 WN2) là một tiểu hành tinh vành đai chính được phát hiện ngày 30 tháng 11 năm 1989 bởi Yoshio Kushida và Masaru Inoue ở đài thiên văn Nam Yatsugatake.